# Friedrich Reischl (Architekt)
Friedrich Reischl, auch Fritz Reischl  (* 26. August 1911 in Graz; † 3. März 1990 in Linz) war ein österreichischer Architekt.

## Leben
Friedrich Reischl studierte Architektur an der Technischen Hochschule Graz bei Friedrich Zotter und Wunibald Deininger. Ab 1938 war er im Baubüro der Linzer Hermann-Göring-Werke (VÖEST-Alpine) und errichtete einige technische Bauten, wie etwa das erste Blasstahlwerk. Sein bedeutendstes Werk ist die Pfarrkirche St. Michael am Bindermichl in Linz, eine Stahlbetonkonstruktion mit parabolischem Grundriss; die erste ihrer Art in Oberösterreich.
Reischl war weiters Universitätsprofessor und von 1967 bis 1969 Dekan an der TU Graz.

## Realisierungen (Auswahl)

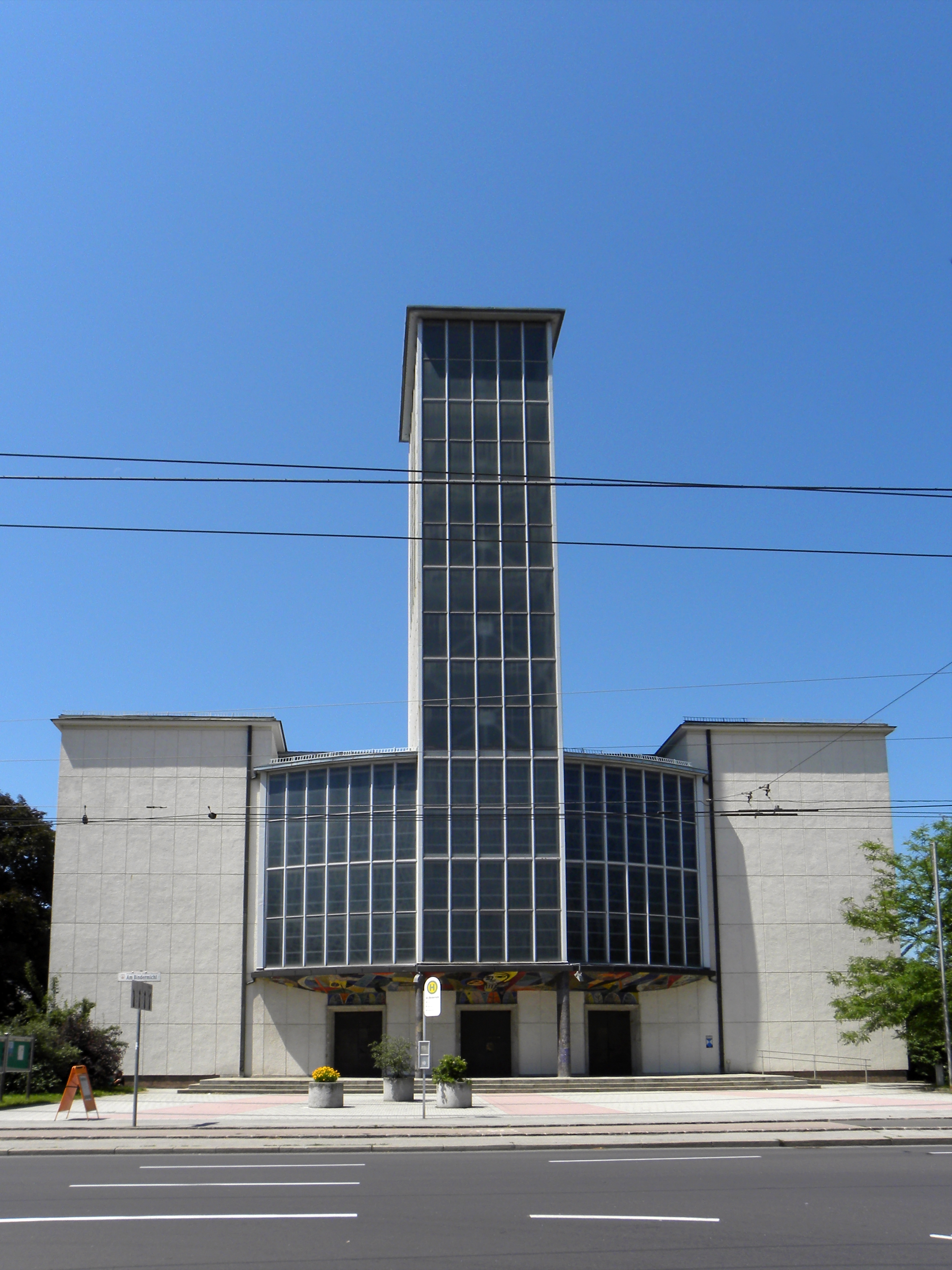
Bindermichlkirche Linz

- 1938–43 Blasstahlwerk Hermann-Göring-Werke, Linz
- 1938–43 Apparatebau "Dortmunder Union" Industriezeile/Schiffbaustraße, Linz
- 1954–57 Bindermichlkirche, Linz

## Publikationen
- Fritz Reischl: Die praktischen Verfahren zur Bestandanalyse von Hochbauten. Wien 1981.